# دانگ‌فنگ یوئدا کیا
دانگ‌فنگ یوئدا کیا (انگلیسی: Dongfeng Yueda Kia) یک شرکت تولید خودرو است که دفتر مرکزی آن در یانچنگ چین قرار دارد. این شرکت یک سرمایه‌گذاری مشترک بین شرکت‌های دانگ‌فنگ موتور، گروه یوئدا و کیا موتورز است.

## تاریخچه
دانگ‌فنگ یوئدا کیا در سال ۲۰۰۲ تأسیس شد.
در اوت ۲۰۰۳ اعلام شد که این شرکت چیزی در حدود ۶۰۰ میلیون دلار آمریکا در خط تولید جدید جیانگ‌سو با ظرفیت تولید ۴۰۰٬۰۰۰ دستگاه خودرو در سال سرمایه‌گذاری خواهد کرد.
در نوامبر ۲۰۱۱ دانگ‌فنگ یوئدا کیا اعلام کرد که قصد دارد سومین خط تولید خود را در یانچنگ تأسیس کند. ساخت این خط تولید از سال ۲۰۱۲ تا ۲۰۱۴ طول کشید. ظرفیت تولید سالانهٔ این خط تولید ۳۰۰٫۰۰۰ دستگاه است.
در دسامبر ۲۰۲۱، دانگ‌فنگ سهام خود در این سرمایه‌گذاری مشترک را در ازای دریافت ۲۹۷ میلیون یوان چین به جیانگ‌سو یوئدا واگذار کرد.

## خطوط تولید
شرکت دانگ‌فنگ یوئدا کیا در خط تولید واقع در یانچنگ، جیانگ‌سو، چین خودروهایی با برند کیا را تولید و به بازار کشور چین عرضه می‌کند. این خط تولید همچنین از سال ۲۰۲۱ تولید انبوه کراس‌اوور برقی هی‌پی ۱ را در خود جای داد.
| نوع خط تولید           | مکان                              | سال تأسیس | سال انحلال | یادداشت |
| ---------------------- | --------------------------------- | --------- | ---------- | ------- |
| خط تولید خودروی یانچنگ | یانچنگ، استان جیانگ‌سو (江苏)، چین |           | فعال       |         |

## محصولات

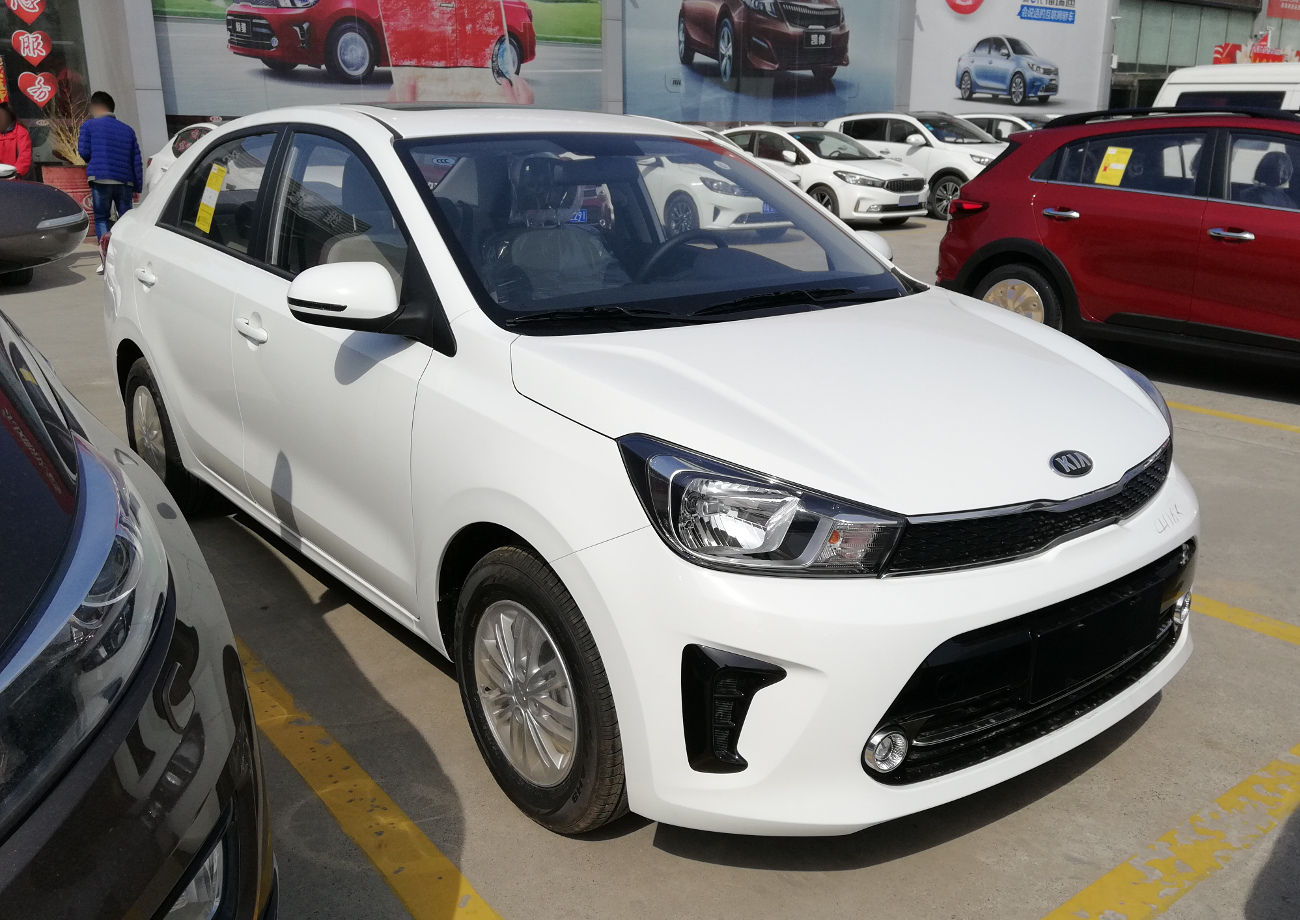
کیا پگاس
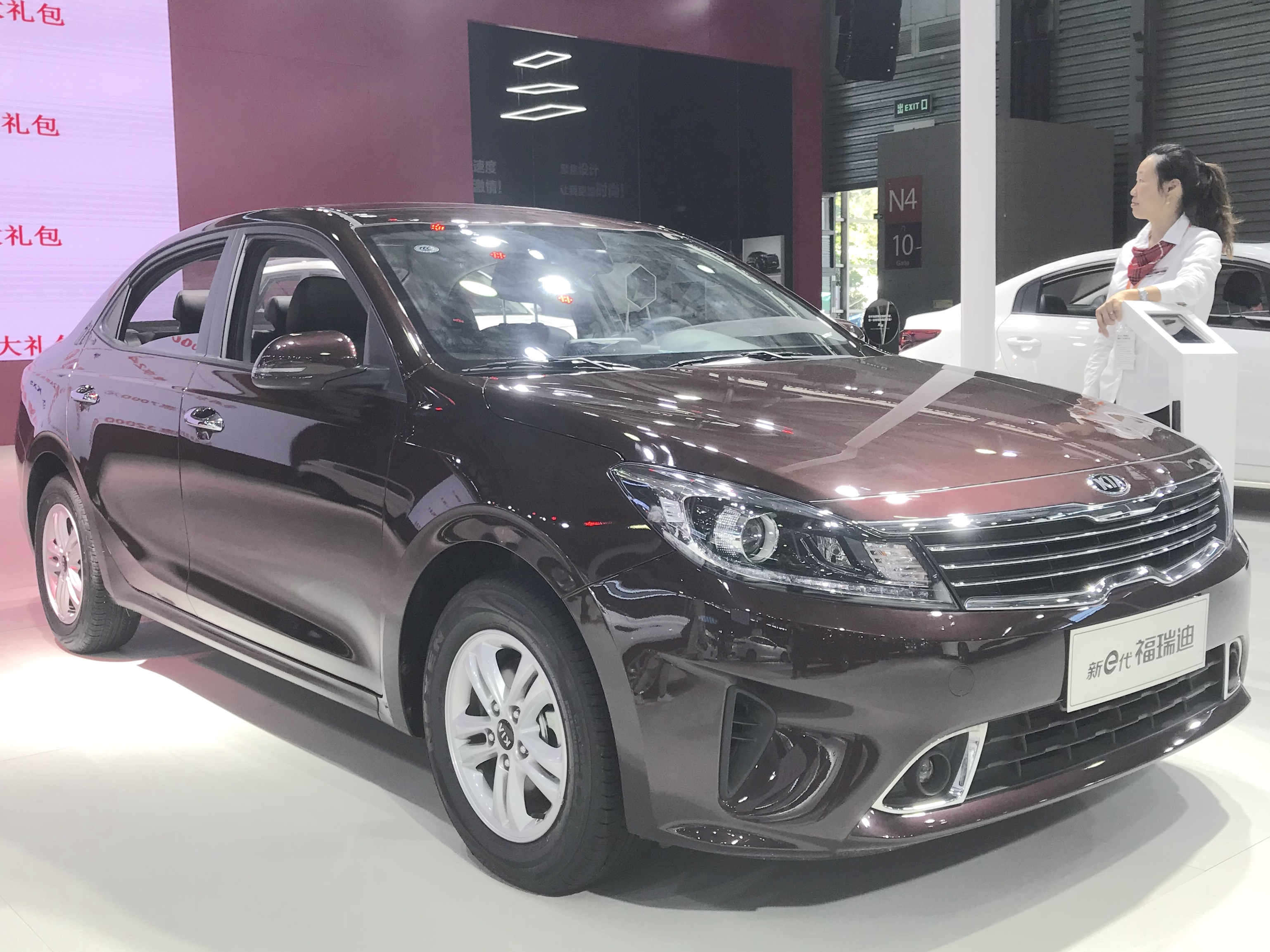
کیا فرویدی
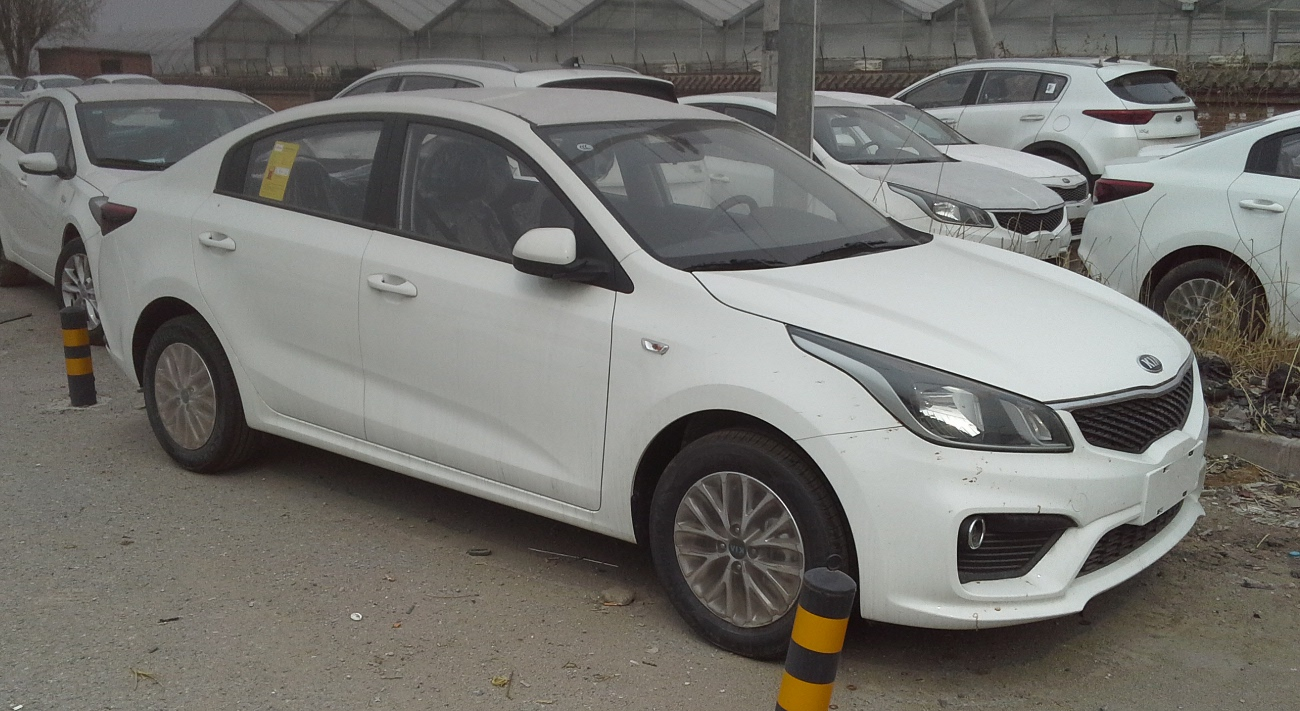
کیا کی۲
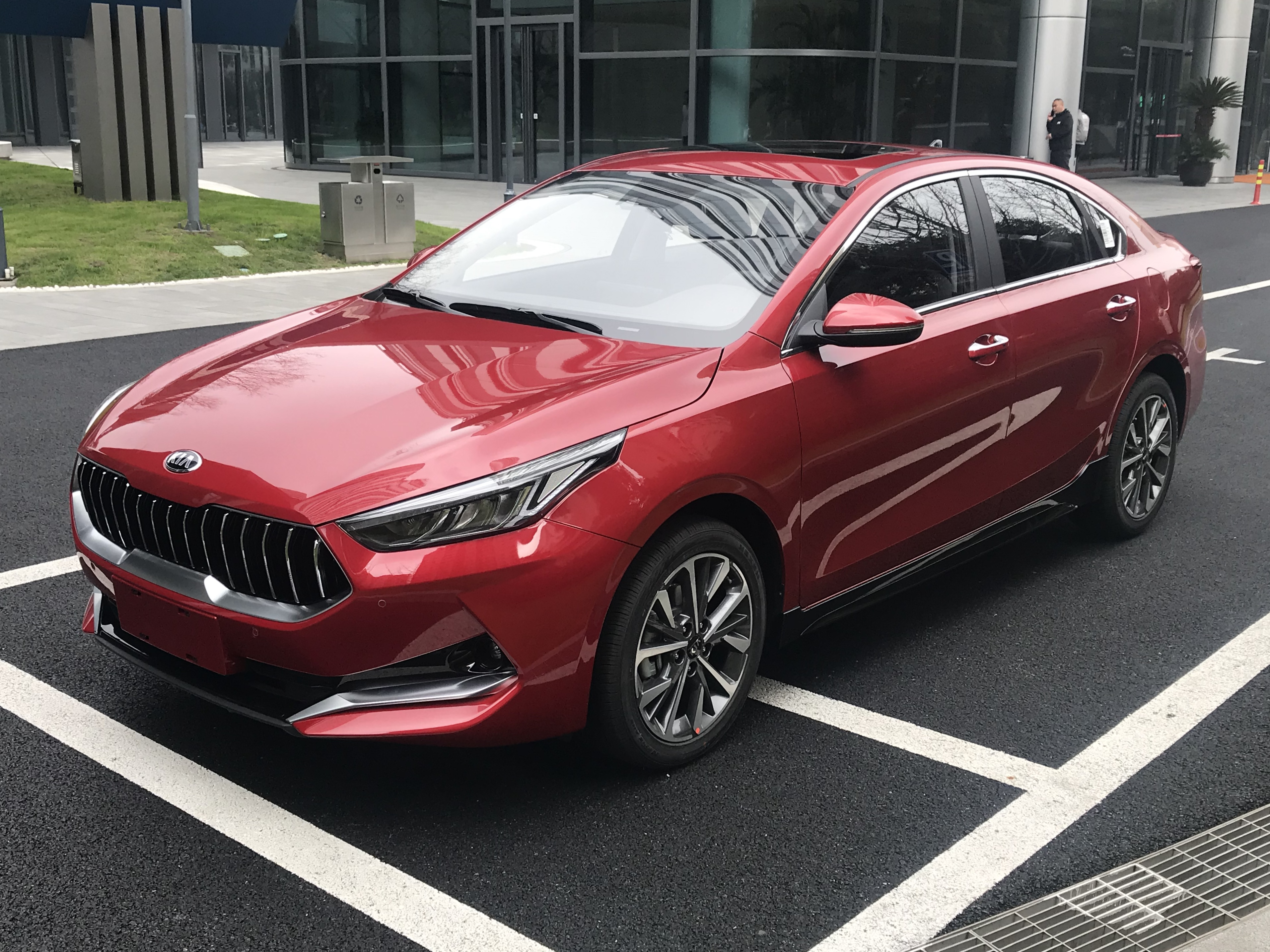
کیا کی۳
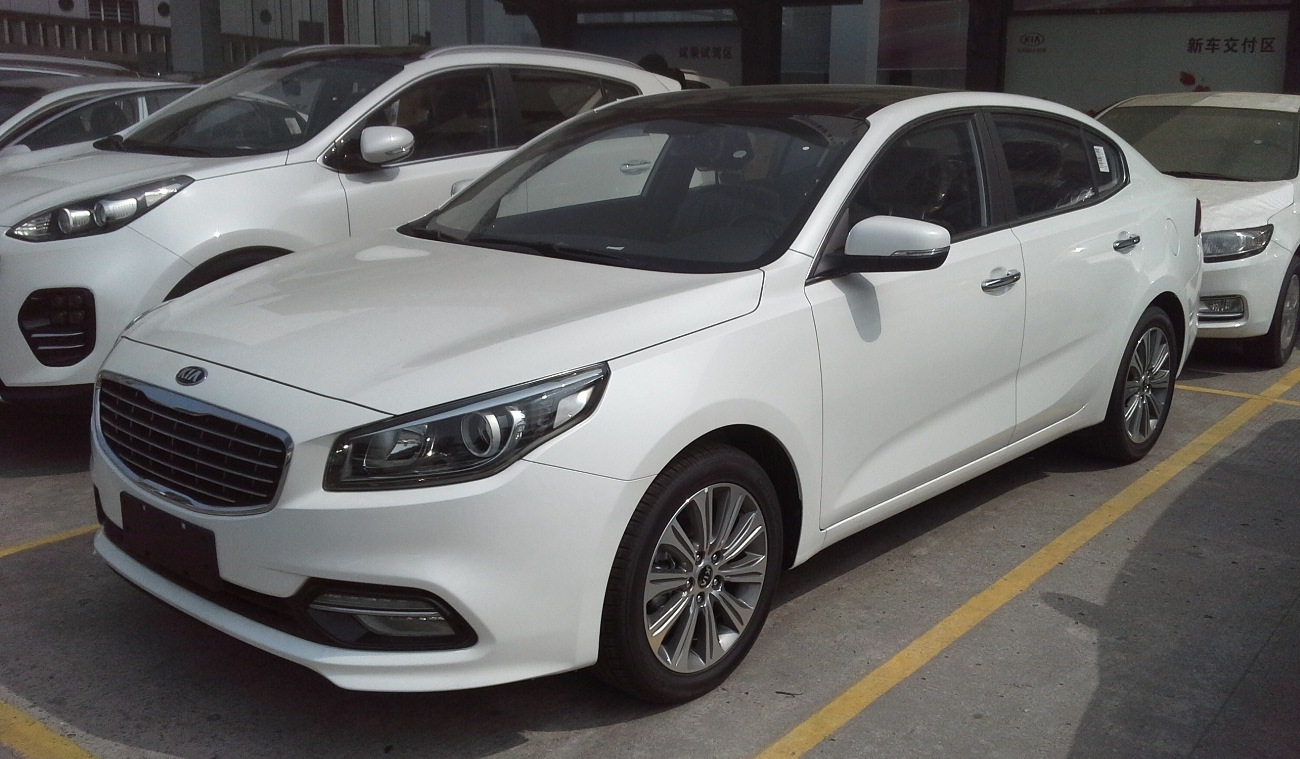
کیا کی۴
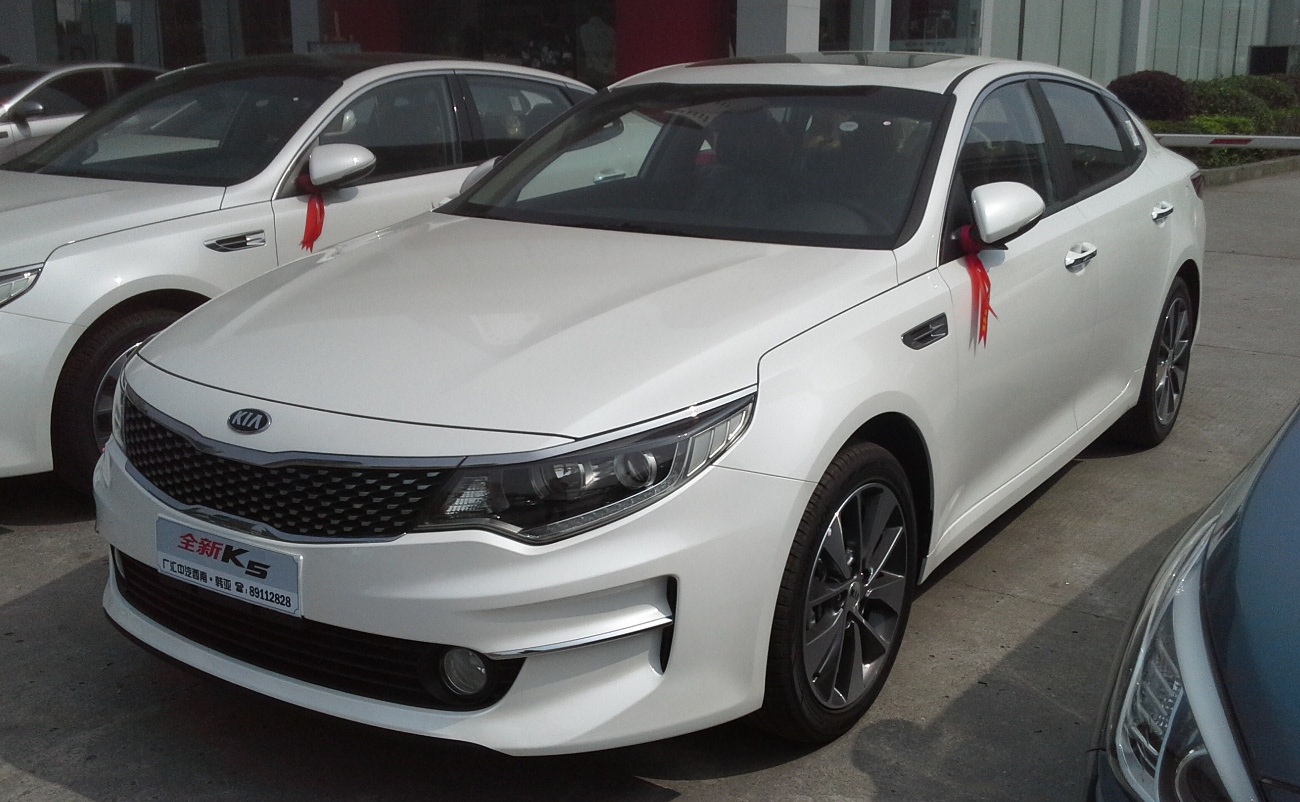
کیا کی۵/کی۵ هیبرید
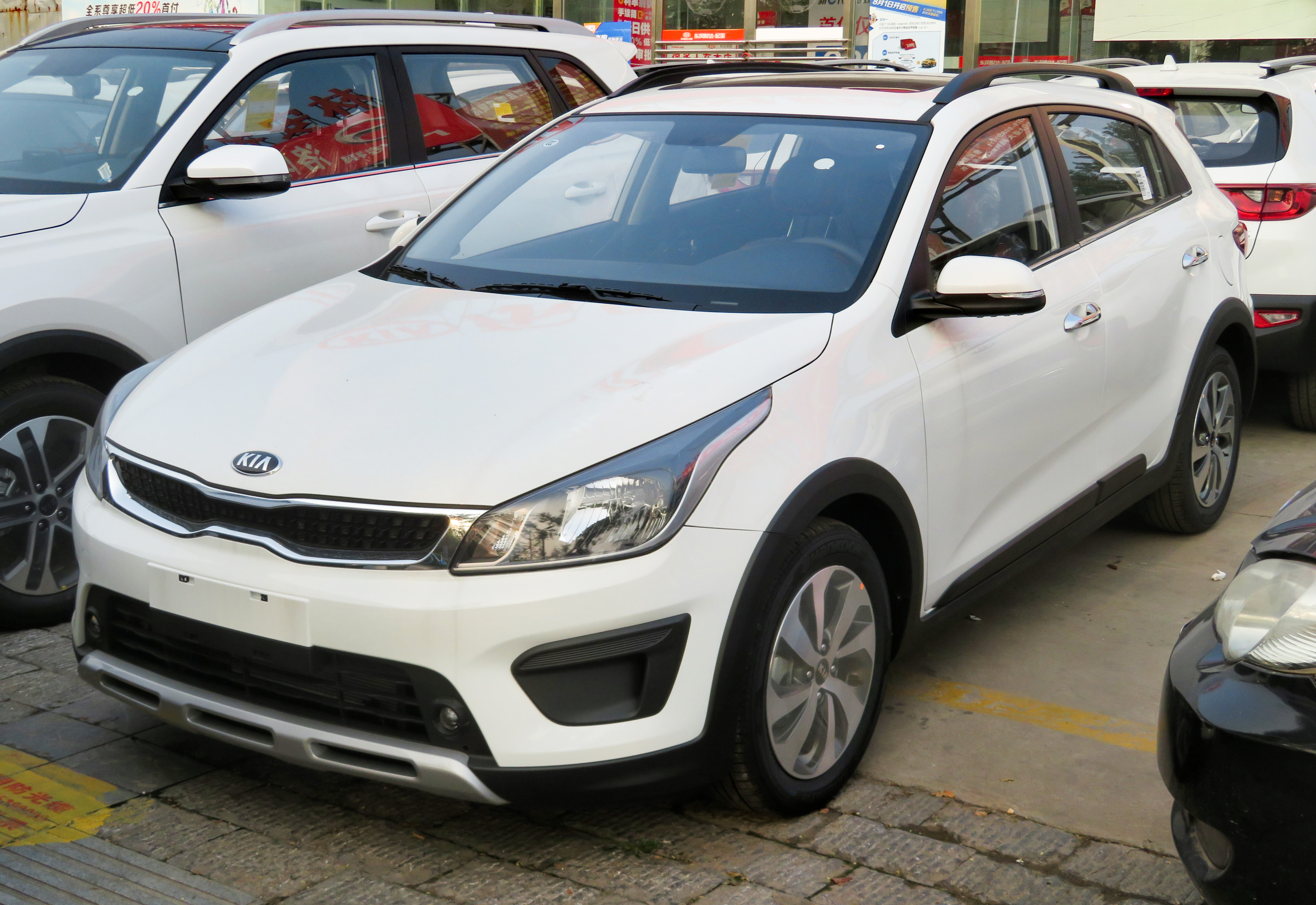
کیا کی‌ایکس کراس
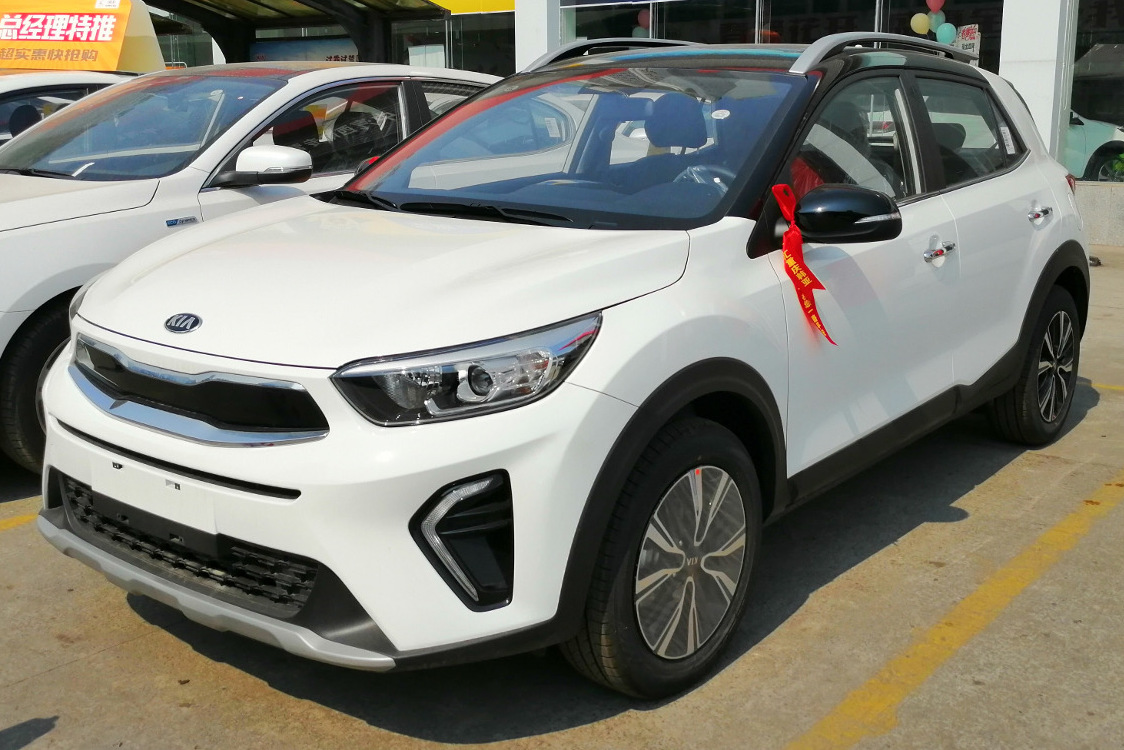
کیا کی‌ایکس۱
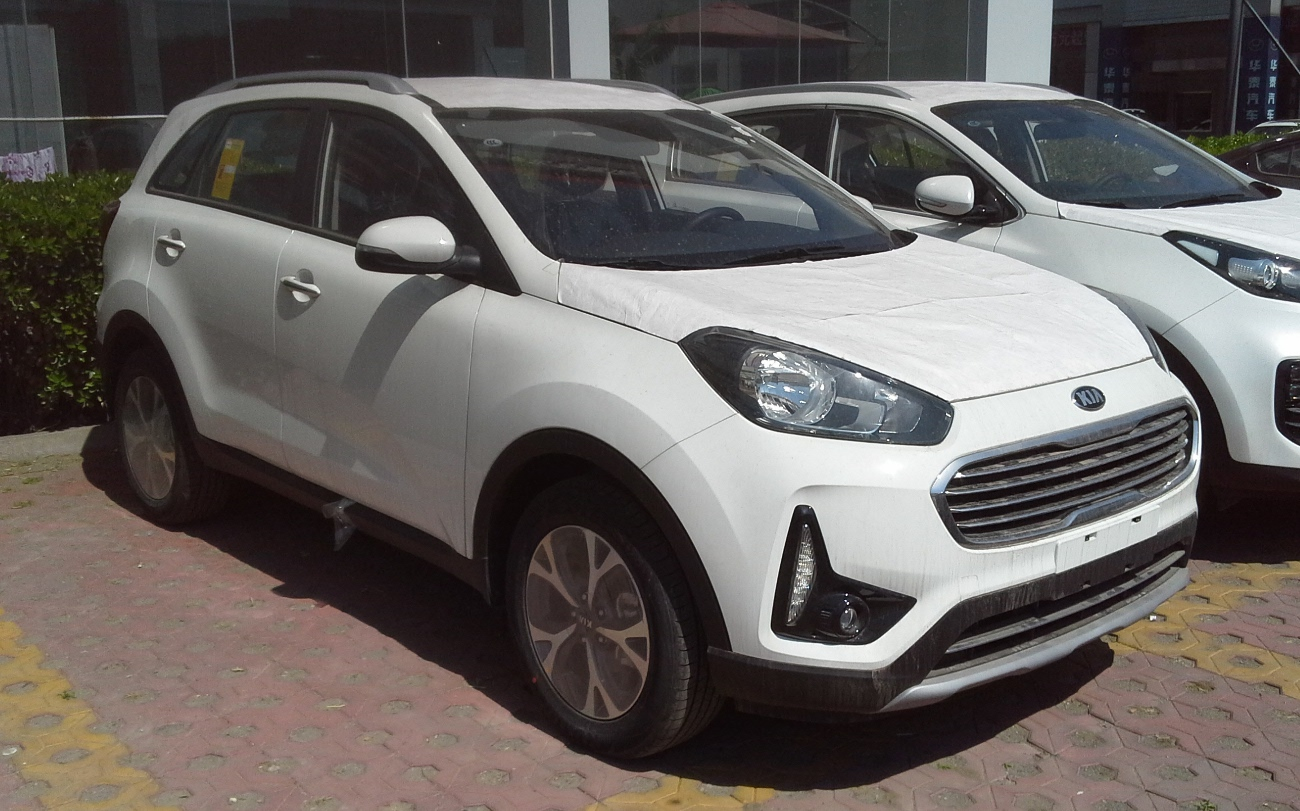
کیا کی‌ایکس۳
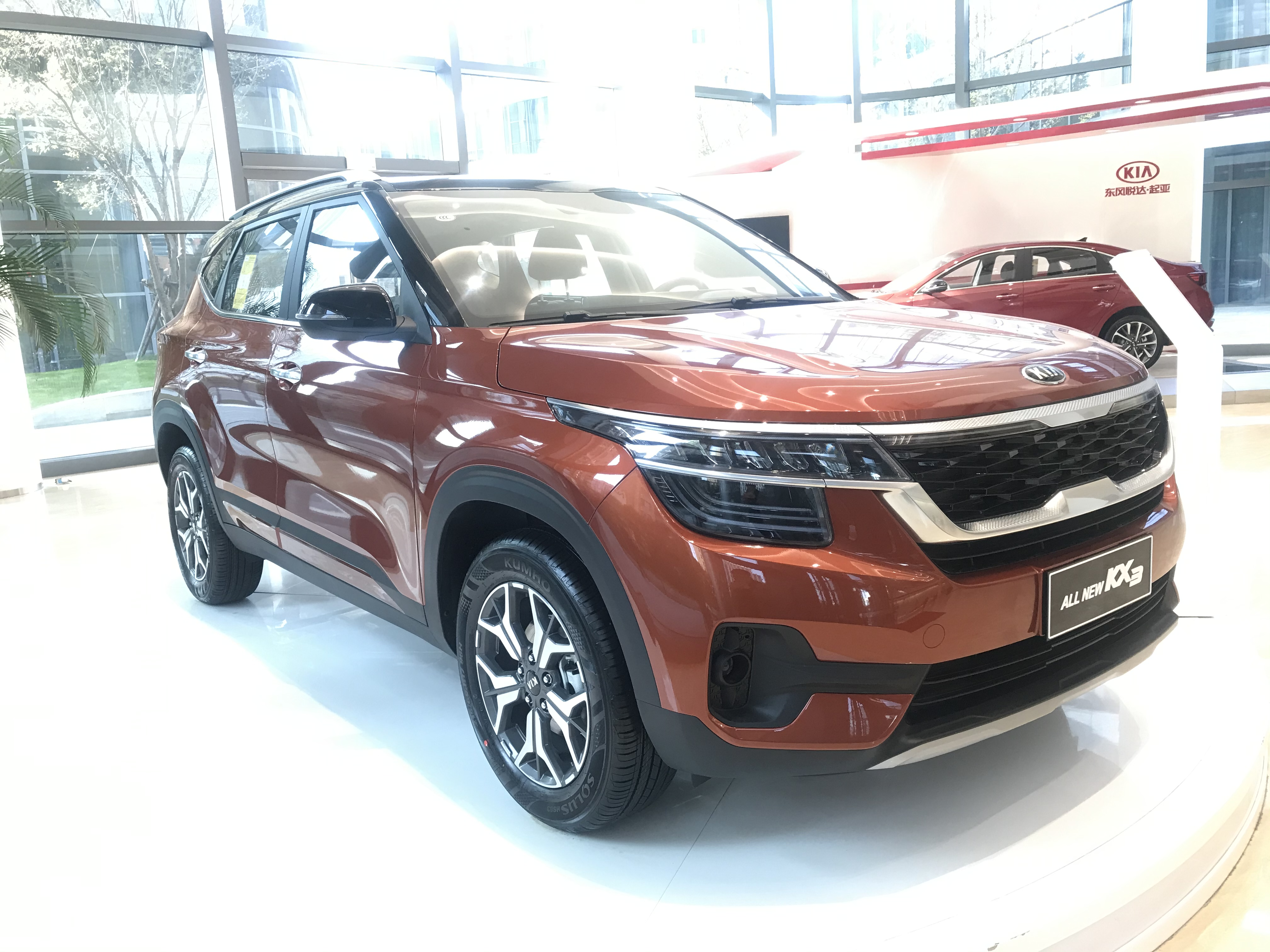
کیا کی‌ایکس۳ اوپائو
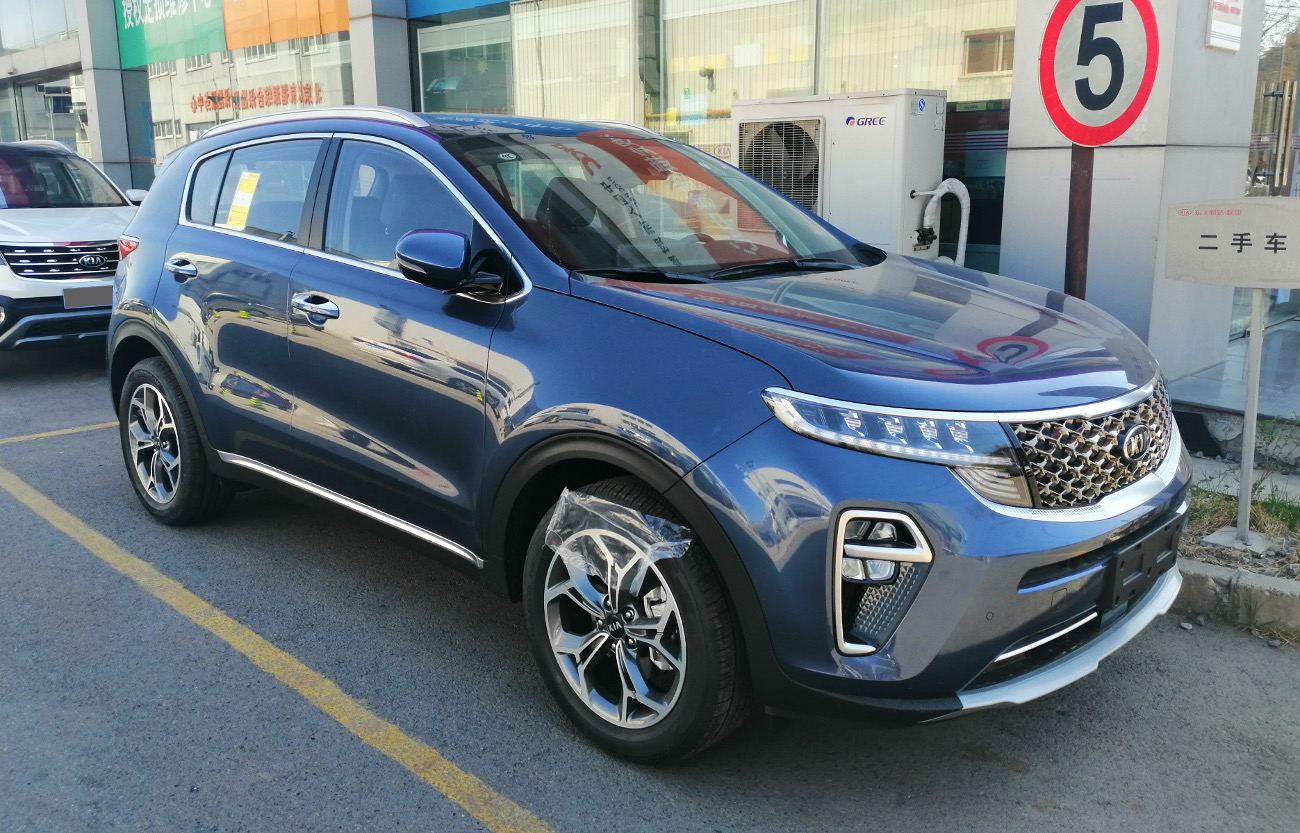
کیا کی‌ایکس۵
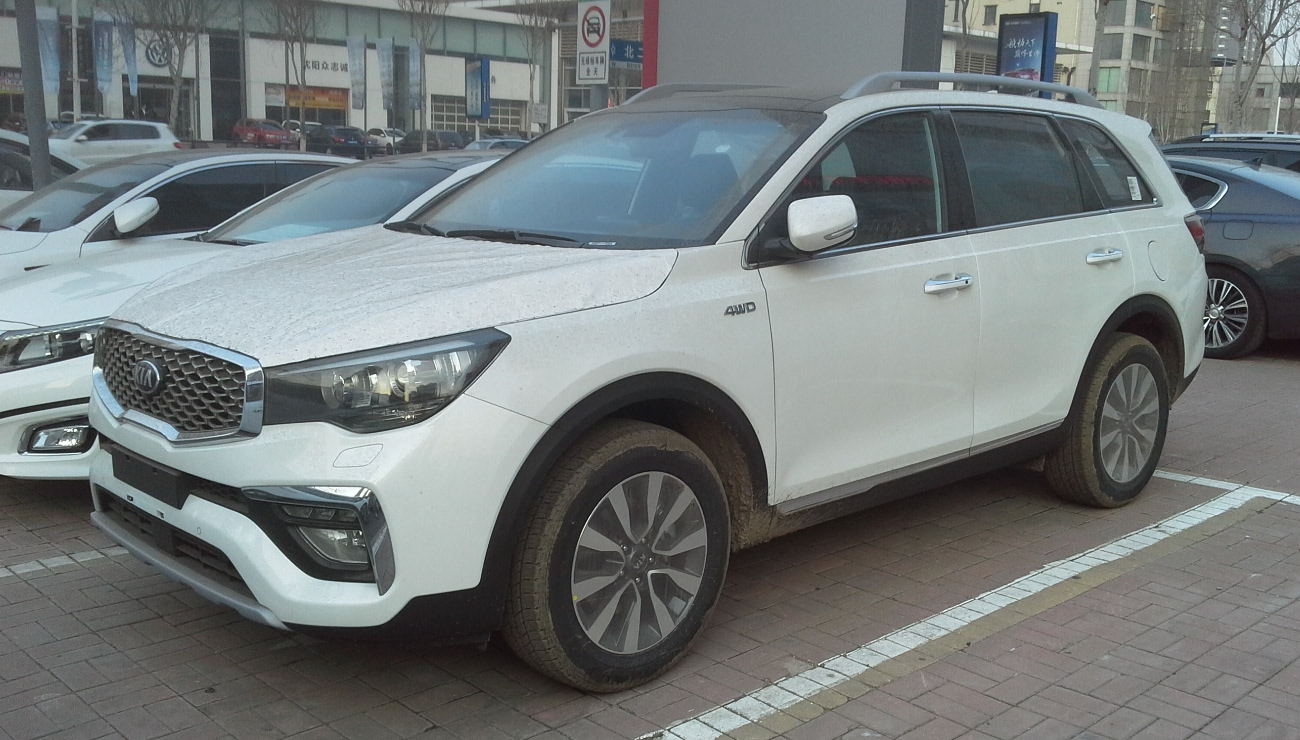
کیا کی‌ایکس۷
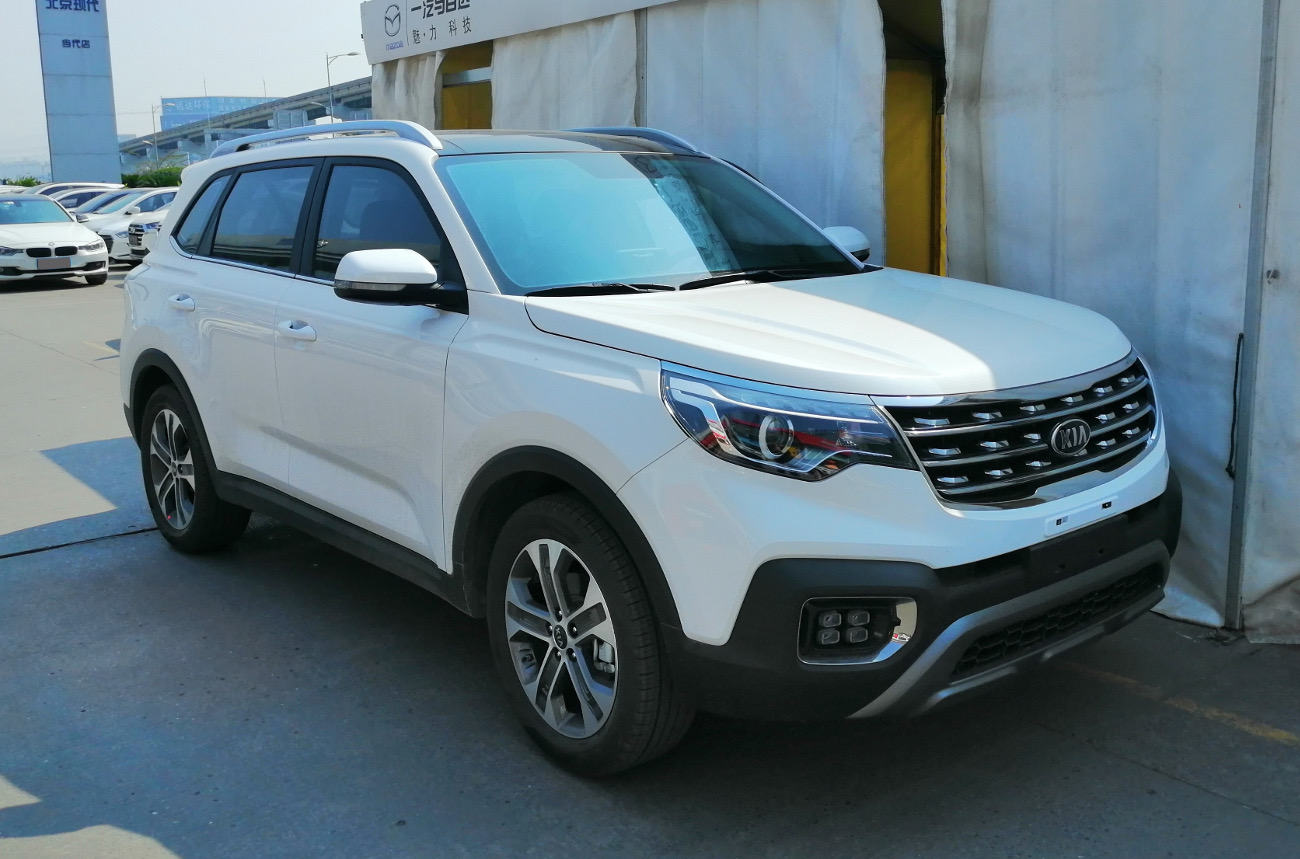
کیا اسپورتیج
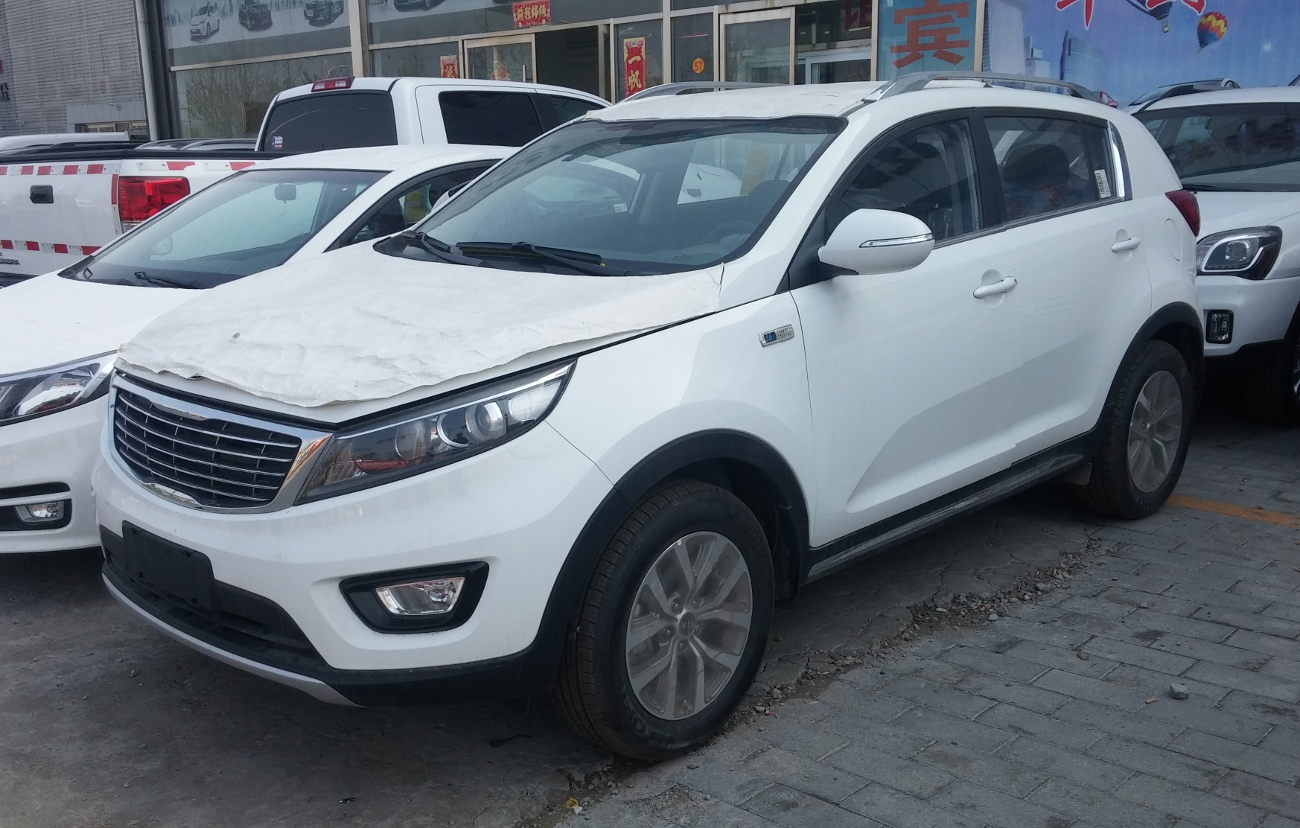
کیا اسپورتیج آر

- کیا پگاس
- کیا فورت فرویدی
- کیا کی۲
- کیا کی۳
- کیا کی۴
- کیا کی۵
- کیا کی‌ایکس کراس
- کیا کی‌ایکس۱
- کیا کی‌ایکس۳
- کیا کی‌ایکس۳ اوپائو
- کیا کی‌ایکس۵
- کیا کی‌ایکس۷
- کیا اسپورتیج
- کیا اسپورتیج آر

## فروش
| سال  | مجموع فروش |
| ---- | ---------- |
| ۲۰۰۷ | ۱۰۱٬۰۰۰    |
| ۲۰۰۸ | ۱۴۲٬۰۰۰    |
| ۲۰۰۹ | ۲۴۱٬۰۰۰    |
| ۲۰۱۰ | ۳۳۳٬۰۰۰    |
| ۲۰۱۱ | ۴۳۳٬۰۰۰    |